# Vallecitos de Zaragoza
Vallecitos de Zaragoza o también conocida simplemente como Valle es una población en el estado de Guerrero ubicada en el municipio de Zihuatanejo de Azueta en la región Costa Grande.

## Descripción
Vallecitos es la sexta población más poblada del municipio y la segunda más importante; su principal fuente económica es la agricultura y la crianza del ganado vacuno. Por esta población pasa la carretera federal Zihuatanejo-Coyuca de Catalán. Colinda al sur con la ciudad de Zihuatanejo.

## Población
Su población es de 3,000 habitantes que equivale al 1.69% de la población del municipio.

## Servicios
Por su cercanía con la cabecera municipal Zihuatanejo los habitantes acuden a ella para realizar sus compras semanales, quincenales o mensuales. En valle también encuentras comercios y servicios como:
- Telefonía fija: Jafica Telecomunicaciones SAS de CV (inhabilitado por inseguridad)
- Internet: Jafica Telecomunicaciones SAS de CV (inhabilitado por inseguridad)
- Telefonía Celular
- Televisión por satélite: Sky, Dish y VeTv por Sky
- Luz Eléctrica
- Agua potable
- Panteón
- Centro de Salud
- Unidad de Medicina Familiar IMSS
- Tienda de Abarrotes
- Transportes las dos costas (ruta: Vallecitos-Zihuatanejo)

## Educación
- Jardín de Niños José Luis Borges
- Escuela primaria Ignacio Ramírez
- Escuela Primaria Emiliano Zapata
- Escuela Secundaria Técnica n.º 99
- Colegio de Bachilleres del Edo. de Guerrero (COBACH)